# Activos bajo gestión
El concepto de activos bajo gestión (en ocasiones se usa la abreviatura AUM, del inglés assets under management) es un indicador financiero que muestra el volumen de recursos de clientes gestionados por una empresa.
El ratio de activos bajo gestión se utiliza, entre otras cosas, para valorar sociedades de inversión, compañías de seguros, sociedades de gestión de activos y bancos, y en particular la banca privada.
Como la cifra de negocios en las empresas comerciales o de producción, los activos bajo gestión son un indicador muy apreciado del tamaño y la penetración en el mercado de las empresas financieras. Por lo tanto, se utilizan típicamente para clasificaciones de las empresas más grandes de la industria.
Los activos bajo gestión no reflejan el éxito de ventas de un proveedor de servicios financieros. Debido a las fluctuaciones de los precios de mercado, los activos bajo gestión disminuyen en el mercado bajista y aumentan si el mercado evoluciona positivamente, sin que esto sea un indicador de éxito de ventas. La entrada neta de depósitos de clientes es el criterio adecuado para medir el éxito de las ventas.

## Ratios relacionados
Mientras que en el caso de los activos bajo gestión es el banco quien toma decisiones de inversión para el cliente, existe el ratio de activos bajo administración (AUA, assets under administration), para los que el banco sólo realiza tareas administrativas, como la custodia y la contabilidad.
En el caso de los bancos, para ambas clases se suele hacer un indicador agregado, que se denomina activos bajo gestión y administración (AUMA) en lugar de activos bajo gestión, ya que se considera irrelevante si los clientes llevan a cabo la gestión de custodia por sí mismos o si la realizan gestores de activos independientes, o si el banco toma decisiones de inversión para las carteras de los clientes en el contexto de las actividades de gestión de activos, además de los servicios administrativos y de asesoramiento.
En el caso de los fondos de cobertura, el capital bajo gestión (CUM) se utiliza ocasionalmente como sinónimo de activos bajo gestión. Sin embargo, el capital bajo gestión no se invierte para terceros en nombre de los clientes.